# Billy Budd
A Billy Budd Benjamin Britten egyik négyfelvonásos operája. Szövegkönyvét a zeneszerző írta Herman Melville azonos című kisregénye alapján. Ősbemutatójára 1951. december 1-jén került sor a londoni Királyi Operaházban.

## Szereplők
| Szereplő      | Hangfekvés |
| ------------- | ---------- |
| Vere kapitány | tenor      |
| Squeak        | tenor      |
| Bily Budd     | bariton    |
| Clagart       | basszus    |
| Donald        | bariton    |

## Cselekménye
- Helyszín: az Indomitable csatahajó
- Idő: 1797

Egy fiatal matróz, Billy Budd az Indomitable angol csatahajóra kerül. A szadista Claggart strázsamester mindjárt kipécézi a jóindulatú, jámbor, tiszta szívű tengerészt, és – hatalmával visszaélve – mindenféle módon gyötri őt. Sőt még besúgóját, Squeaket is ráuszítja, hogy provokációval próbáljon kiszedni belőle olyan nyilatkozatot, mintha bajtársait a tisztek ellen lázítaná. Terve azonban kudarcot vall. Claggart ekkor minden bizonyíték nélkül bevádolja Billy Buddot mint izgatót. Vére kapitány mindkettőjüket maga elé rendeli. A szerencsétlen újonc nyelvét az alaptalan vád teljesen megbénítja. Védekezni így nem tud, de felindulásában rárohan a strázsamesterre, és – mert iszonyú ereje van – egyetlen ökölcsapással agyonüti. A tiszti bíróság halálra ítéli a gyilkost. Kivégzése előtt Billy Budd utolsó szavaival Isten áldását kéri a kapitányra. Erre a felsorakozott legénység kis híján fellázad parancsnokai ellen, de a kapitány gyorsan úrrá lesz a helyzeten, és – bármennyire szánja is a matrózt – parancsot ad az ítélet végrehajtására.